# Dom Santa Maria Maggiore (Spilimbergo)

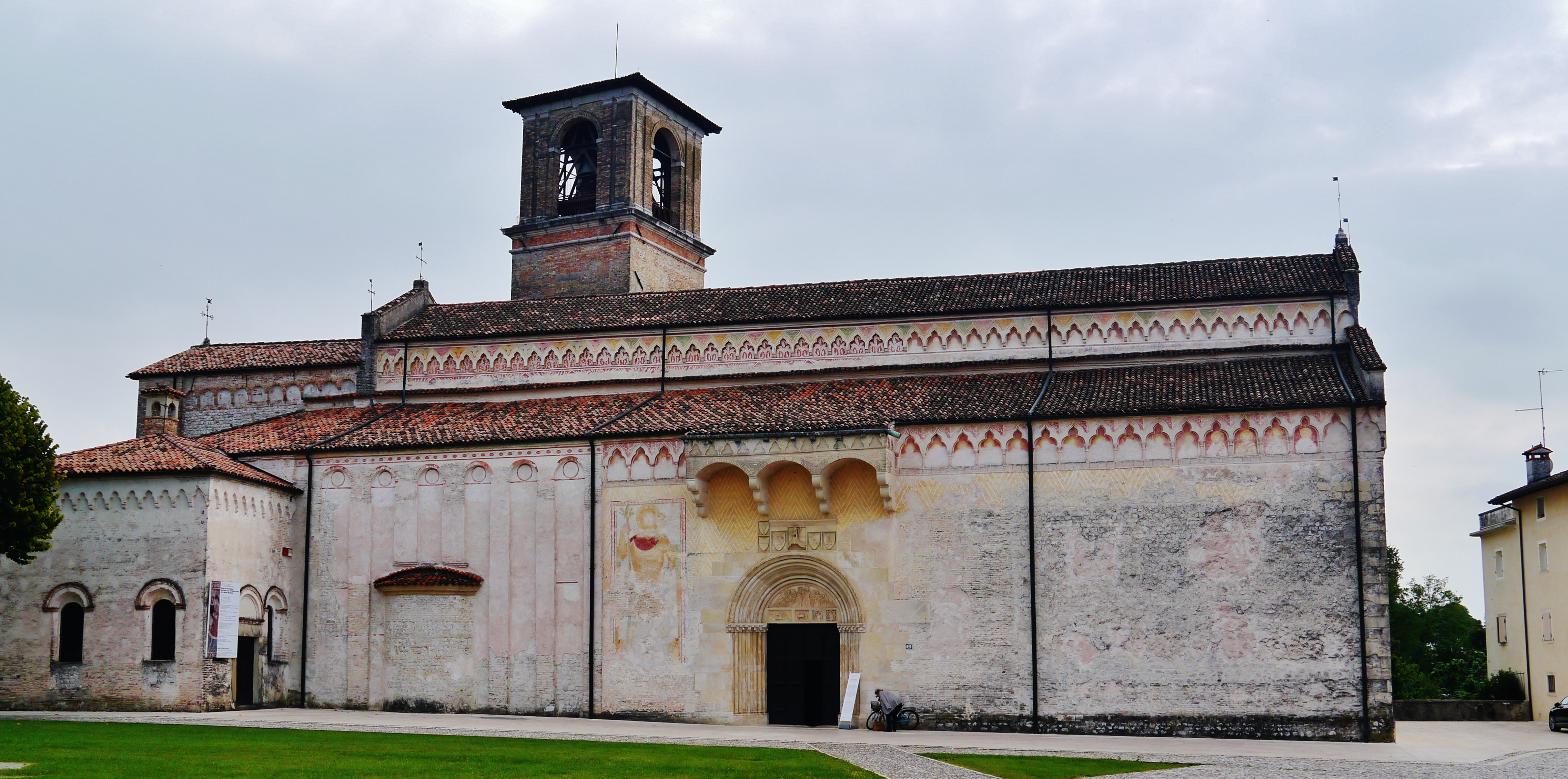
Dom Santa Maria Maggiore (Bauzeit 1284 – ca. 1420), Nordseite

Der Dom Santa Maria Maggiore ist die römisch-katholische Hauptkirche von Spilimbergo in der Diözese Concordia-Pordenone, der  Region Friaul-Julisch Venetien.

## Geschichte
Der Grundstein für die Kirche wurde von Walter Pertold von Spengenberg (ital. Walterpertoldo de Spilimbergo), Spross einer aus Kärnten stammenden und seit dem 11. Jahrhundert im Friaul ansässigen Familie, am 4. Oktober 1284 gelegt. Die Erlaubnis dafür hatte der Bischof von Concordia, Fulcherio di Zuccola, gegeben. Die Unregelmäßigkeiten im Grundriss des Gebäudes rühren daher, dass das Gebäude in der Nähe der alten Stadtmauer errichtet wurde. Ein Torturm dieser Mauer wurde als Glockenturm in den Kirchenbau einbezogen. Die Bauarbeiten dauerten insgesamt bis etwa 1420, die Weihe der Kirche Santa Maria Maggiore erfolgte erst 1453.

## Beschreibung

### Äußeres

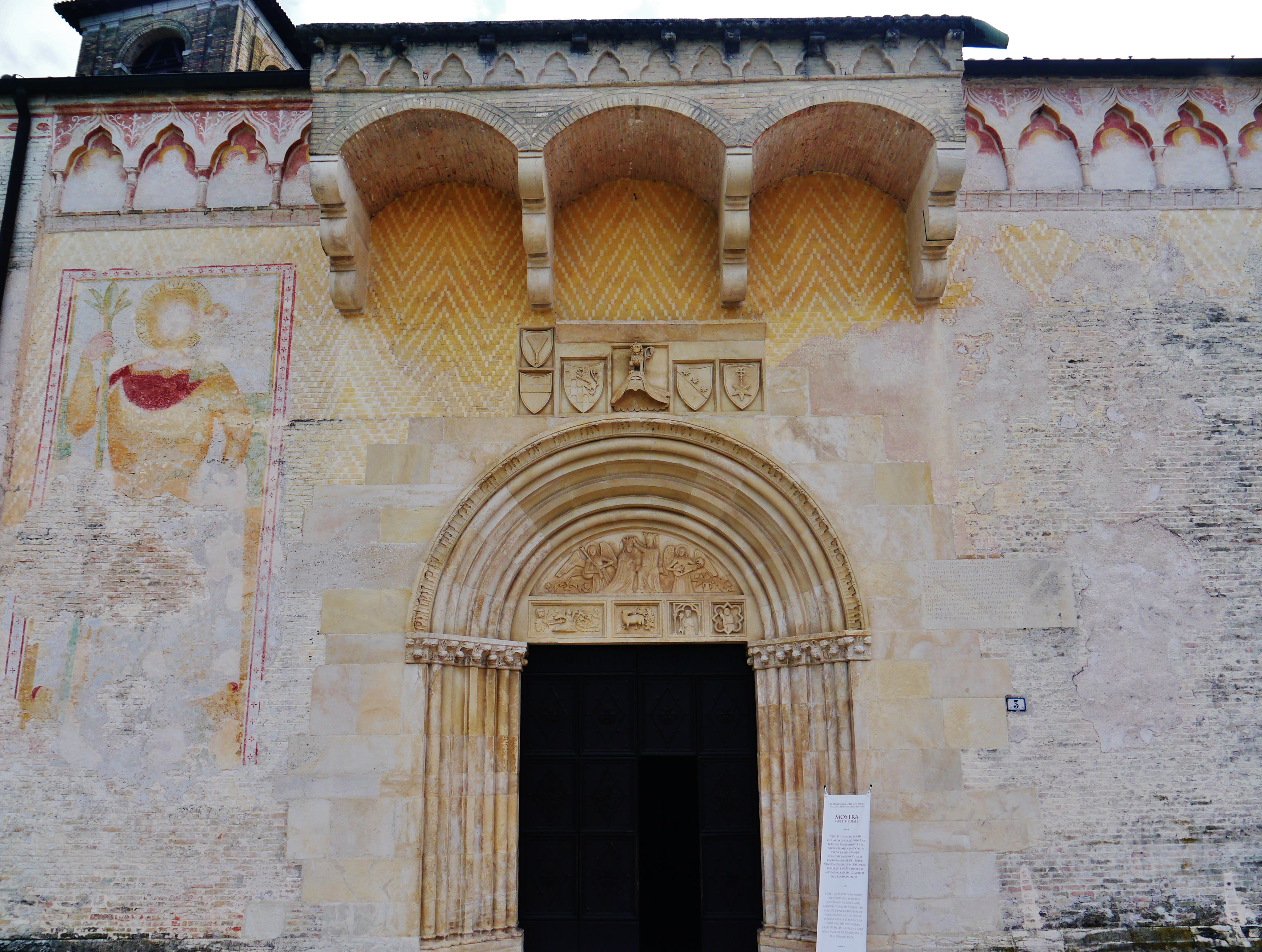
Nordportal von Zenone da Campione (1376)

Der Dom wurde im Stil der Romanik begonnen, durch die lange Bauzeit trat aber nach und nach die Gotik in den Vordergrund. Er misst insgesamt 45 m in der Länge, 21 m in der Breite und 20 m in der Höhe. Die sehr schlichte Westfassade ist mit sieben Oculi geschmückt. Diese symbolische Zahl erinnert an verschiedene Bibelstellen, insbesondere an die Apokalypse des Johannes, wo das Lamm mit „sieben Hörnern und sieben Augen“ beschrieben wird (Offb 5,6). Zwei der sieben Oculi, welche 1858 zugemauert worden waren, wurden 2011 wieder eröffnet.
An der Nordseite befindet sich der Haupteingang, der auf die Piazza del Duomo mündet. 1376 wurde dieses Portal von Zenone da Campione geschaffen und war ursprünglich für den Eingang der Herrschaften vom Schloss der Spengenbergs her reserviert. Nach einer Inschrift am Portal soll es am 15. August dieses Jahres (Festtag Mariä Himmelfahrt) eingeweiht worden sein. Im Tympanon dieses auch „Porta Moresca“ genannten romanischen Stufenportals ist die Krönung Mariens durch Christus dargestellt. An den Seiten stehen zwei mit Dudelsack und Laute musizierende Engel, der Architrav darunter zeigt in vier Feldern von links nach rechts den Engel der Verkündigung, das siegreiche Lamm, die Jungfrau der Verkündigung und Johannes den Täufer als Vorläufer Christi.

### Innenraum
Der Kirchenraum besteht aus drei Schiffen, die durch teilweise mit Fresken bemalte, gotische Bögen voneinander abgetrennt sind. Die Decke wird von einem hölzernen Dachgebälk gebildet. Im linken Seitenschiff befinden sich drei Altäre, darunter der Andreasaltar mit einem Gemälde des in Augsburg geborenen Malers Joseph Heintz des Jüngeren (1600–1678) aus dem Jahr 1655. Dieses stellt das Martyrium des Apostels Andreas dar. Am rechten Seitenschiff sind zwei Kapellen angebaut, die Karmel-Kapelle mit Skulpturen von Giovanni Antonio Pilacorte und die Rosenkranzkapelle. Diese wird dominiert vom Gemälde „Darstellung im Tempel“ von Giovanni Martini (1503) und darüber der Rosenkranzmadonna mit dem hl. Dominikus des 1639 in Spilimbergo verstorbenen Gaspare Narvesa von 1626/27.
An der rechten Wand des Mittelschiffs befindet sich eine Renaissance-Orgel. Das originale Instrument war ein Werk des Venezianers Bernardino Vicentino aus dem Jahr 1515. Dieses ging im Lauf der Jahrhunderte verloren. Es wurde 1981 von Francesco Zanin mit Materialien und Methoden dieser Epoche rekonstruiert. Das Orgelgehäuse, das zu den ältesten der Welt gehört, ist mit Gemälden von Giovanni Antonio da Pordenone verziert. Im geschlossenen Zustand zeigt es die Aufnahme Mariens in den Himmel, was dem Patrozinium des Doms entspricht, im geöffneten Zustand links den Fall des Simon Magus und rechts die Bekehrung des Paulus. Die Front der Sängertribüne ist mit fünf Tafeln aus dem Marienleben geschmückt.

### Chorraum
Die Wände des Chorraums sind auf 650 Quadratmetern mit einem Freskenzyklus aus dem 14. Jahrhundert bemalt. Diese ahmen das Vorbild nach, welches Vitale da Bologna im Dom von Udine hinterlassen hat. Der unbekannte Maler wird Maestro dei Padiglioni genannt und schuf sein Werk zwischen 1350 und 1380.
Die rechte Wand enthält Szenen aus dem Alten Testament. Von oben nach unten sind dies: die Erschaffung von Adam und Eva, die Vertreibung aus dem Paradies, Adam als Arbeiter, die Ermordung Abels, Lamech tötet Kain, die Arche Noah, die Opferung Isaaks, Der Zug der Juden in der Wüste, die Einnahme von Jericho, David und Goliath, der Tod Absaloms, die Rückkehr von Tobias und Sara, Susanna im Bade und König Salomo. Die linke Wand zeigt Szenen aus dem Leben Christi, und zwar von oben nach unten: die Geburt, die Anbetung der Hirten, die Darstellung im Tempel, die Flucht nach Ägypten, der Kindermord in Bethlehem, der junge Jesus unter den Gelehrten, die Hochzeit zu Kana, die Vertreibung der Händler aus dem Tempel, die Verklärung Christi, der Einzug in Jerusalem, das Gebet in Getsemani, die Gefangennahme, die Geißelung, der Aufstieg nach Golgota.

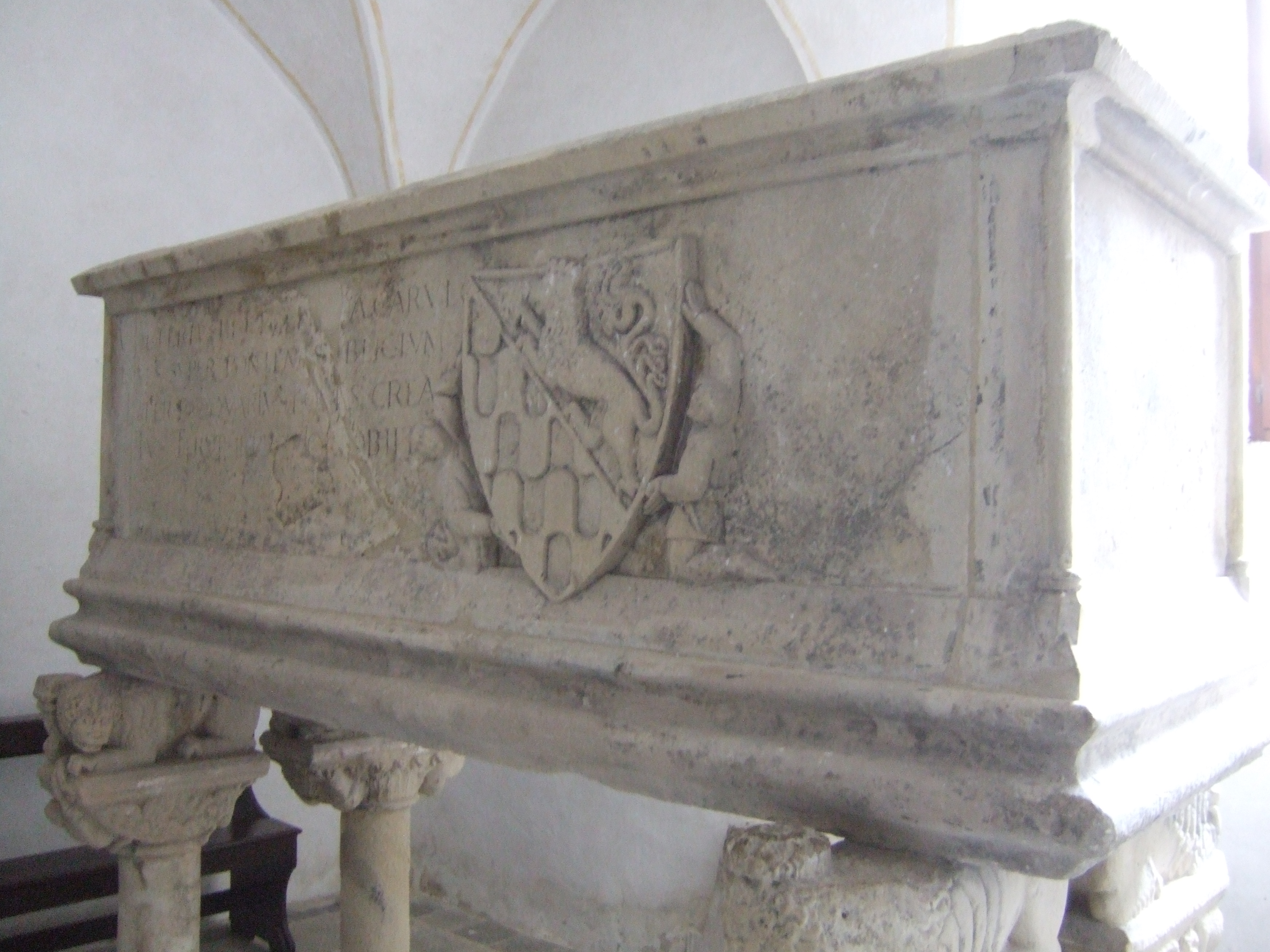
Sarkophag von Walter Pertold IV. von Spengenberg (1382)

Die Rückwand des Chors wird von einer dramatischen Kreuzigungsszene beherrscht. Die Fresken waren 1858 übertüncht worden und wurden 1929/30 wieder freigelegt.

### Krypta
In der mit einem Kreuzgewölbe versehenen Krypta befindet sich der auf vier Säulen ruhende Sarkophag von Walter Pertold IV. von Spengenberg aus dem 14. Jahrhundert, außerdem einige Fresken aus demselben Jahrhundert und ein Steinaltar, der zu Ehren des Hl. Leonhard von Graf Paul von Spengenberg errichtet wurde, in Erinnerung an die Schlacht am Isonzo gegen die Türken im Jahr 1472 und als Dank dafür, dass er der türkischen Gefangenschaft entkommen konnte.